# Бензокаин
Бензокаин или анестезин е местен анестетик. Той е естер на p-аминобензоената киселина и етанол. Обикновено се използва като локално болкоуспокояващо при изгаряния и отворени рани или като капки при кашлица. Това е активна съставка в болкоуспокояващи мехлеми продавани без рецептка, като например продукти за устната кухина. Също така в комбинация с антипирином под формата на за формиране на капки за уши се използва за облекчаване на болката в ухото и премахване на ушна кал.
Използва се като добавка в презервативите забавящи на еякулацията при мъжа.